# Gausbach
Gausbach is een plaats in de Duitse gemeente Forbach, deelstaat Baden-Württemberg, en telt 818 inwoners (2006).